# Alció príncep
L'alció príncep (Actenoides princeps) és una espècie d'ocell de la família dels alcedínids (Alcedinidae) que habita la selva humida de les muntanyes de Sulawesi a excepció del sud-est, en que és suplantat per l'alció reial (Actenoides regalis), que era considerat coespecífic.